# Macon Sumerlin
Pour les articles homonymes, voir Summerlin.
Macon Dee Sumerlin, né le 24 octobre 1919 à North Roby dans le comté de Fisher au Texas et mort le 6 février 2005 à Sealy (comté d'Austin, Texas), est un compositeur et professeur de musique américain, connu pour avoir été l'un des premiers à composer de la musique électronique,,.

## Biographie
Macon Dee Sumerlin commence à composer en 1940 et continue jusqu'à sa mort. Il obtient un doctorat en composition musicale à l'Eastman School of Music de Rochester, New York. Il rejoint l'USAAF durant la Seconde Guerre mondiale.
Il est membre de la Société américaine des compositeurs, auteurs et éditeurs, ASCAP. Il a écrit plus de 500 compositions et a reçu un doctorat honorifique en musique de la Texas Guilde des compositeurs.